# الدوري الأردني 1946
إحصائيات الدوري الأردني لكرة القدم في موسم 1946.

## نظرة عامة
نادي الأردن فاز بالبطولة، وقد لعب في صفوفه اللاعب مايك دكين الذي لعب لفريق الانتداب البريطاني على فلسطين.[بحاجة لمصدر]

## وصلات خارجية
- الاتحاد الأردني لكرة القدم